# Saichō
Saichō (最澄?  La más alta claridad, 767, provincia de Ōmi - 26 de junio de 822, monte Hiei) fue un monje budista japonés que fundó la rama japonesa de la Escuela Budista del Tiantai, llamada Tendaishū. Su nombre póstumo es Dengyō Daishi (伝教大師?). El Tendaishū parte del Tiantaizong chino, que difundía su conocimiento desde la cordillera del Tiantai. El Tendaishū tenía su templo principal Enryaku-ji en la Montaña Hiei, cercana a Kyōto. 

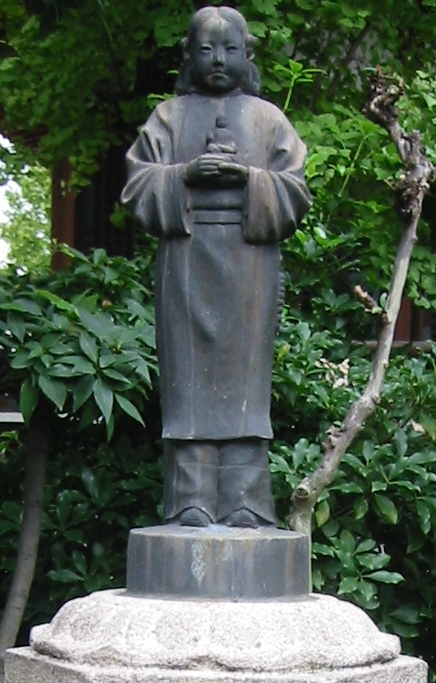
Estatua de Saichō en Hōshakuzan Nōfuku-ji (宝積山 能福寺), Kōbe.

Ordenado a la edad de 13 años, estudió en China y regresó con las enseñanzas del budismo Tendai, el cual adopta el Sutra del Loto. A diferencia de otras sectas budistas en Japón, esta afirma que el mundo material puede guardar significado y significancia, que los preceptos de Buda son alcanzables para todos y no solamente para algunos elegidos.
Saichō gozó del favor del gobierno pero a veces se ganó la enemistad de los líderes de otras sectas budistas japonesas. El monasterio que construyó en el monte Hiei se convirtió en uno de los más grandes centros de aprendizaje budista.